# Agrotis rubrilinea
Agrotis rubrilinea là một loài bướm đêm trong họ Noctuidae.